# Пудинг Мальва
Пудинг Мальва (англ. Malva pudding, африк. Malvapoeding) — сладкий пудинг южноафриканского происхождения. Он содержит абрикосовый джем и имеет пористую карамелизированную текстуру. Его часто поливают сливочным соусом, пока он горячий, и обычно подают горячим с заварным кремом и / или мороженым. Считается, что пудинг изначально был голландского происхождения, а затем попал в Африку с капскими голландцами.
Пудинг приобрел популярность на западном побережье США после того, как личный шеф-повар Опры Уинфри, Арт Смит, подал его на рождественский ужин в 2006 году ученицам Академии лидерства Опры Уинфри для девочек в Южной Африке.

## Название
Существуют различные теории происхождения названия.
- Оксфордский словарь английского языка утверждает, что оно происходит от африкаанс malvalekker, что означает «маршмеллоу» (в конечном итоге от латинского malva, растение мальва)[6]. Возможно из-за сходства между текстурой пудинга и маршмеллоу или аналогичного африканерского десерта, мальвелеккера (malvelekker), приготовленного с экстрактом алтея[7].
- Мальва также является африкаанским названием для герани (в широком смысле, включая пеларгонию)[8]. Другая ботаническая теория заключается в том, что тесто изначально приправляли листьями герани (пеларгонии душистой) с ароматом лимона или розы, разновидностью местных растений Южной Африки[7].
- Арт Смит сказал, что, по словам Колина Коуи, принимавшего его в Южной Африке, пудинг был назван в честь женщины по имени Мальва[9].
- Другая теория состоит в том, что соус изначально содержал вино мальвазия. Сторонники этой теории включают в соус коньяк или херес[7].
- Третьи предполагают, что пудинг изначально сопровождался вином Мальвазия[10].

Существует вариант пудинга Мальва, названный в честь южноафриканского игрока регби — Ян Эллис пудинг.